# Mario Venzago
Mario Venzago (Zurigo, 1º luglio 1948) è un direttore d'orchestra, pianista e docente svizzero.

## Biografia
Cominciò i suoi studi di pianoforte all'età di cinque anni. Ha studiato al Conservatorio e all'Università di Zurigo. In seguito ha studiato direzione d'orchestra con Hans Swarowsky a Vienna.
I suoi altri incarichi sono stati come amministratore musicale alla Stadtorchester Winterthur (1978-1986), la Heidelberg Opera (1986-1989), la Deutsche Kammerphilharmonie, Frankfurt / Brema (1989-1992), Graz Opera (1990-1995), Sinfonieorchester Basel (1997 -2003), e l'Orchestra nazionale basca Euskadi in Spagna (1998-2001). Dal 2004 al 2007 è stato Direttore Principale dell'Orchestra Sinfonica di Göteborg.

## Debutto americano
Venzago fece il suo debutto americano nel 1988 all'Hollywood Bowl, mentre si pefezionava in direzione orchestrale con Leonard Bernstein al Los Angeles Philharmonic Institute. Diventò direttore musicale della Indianapolis Symphony Orchestra nel 2002. Il suo contratto iniziale a Indianapolis era per quattro anni. Rinnovò il suo contratto nel 2005, per un anno, e con un accordo "evergreen" per il rinnovo annuale automatico, a seconda del mutuo consenso. Il 30 luglio 2009 Simon Crookall, l'amministratore delegato della Indianapolis Symphony Orchestra, annunciò che il contratto di Venzago non sarebbe stato rinnovato e che tutte le apparizioni pubblicizzate con l'orchestra nel 2009-2010 erano state cancellate a causa del mancato rinnovo. Altri incarichi negli Stati Uniti comprendono la direzione artistica 2000-2003 del Summer Music Fest dell'Orchestra Sinfonica di Baltimora.
A partire dal 2011 Mario Venzago è il direttore principale dell'Orchestra Sinfonica di Berna.
Venzago e sua moglie Marianne hanno due figli, Mario e Gabriel.

## Direttore
- 1978–1986 Direttore della Winterthurer Stadtorchester
- 1978–1986 Direttore radio dell'Orchestre de la Suisse Romande, Ginevra
- 1978–1986 Direttore di teatro nel Luzerner Theater
- 1986–1989 Direttore Musicale generale nel Stadttheater Heidelberg
- 1986–1989 Capo della Deutsche Kammerphilharmonie Bremen
- 1991–1994 Direttore principale della Grazer Oper e della Grazer Philharmonisches Orchester
- 1997–2003 Direttore principale della Sinfonieorchester Basel
- 1999–2002 Direttore principale della Baskisches Nationalorchester, San Sebastián
- 2000–2003 Direttore artistico del Baltimore Music Summer Festival (sulla scia di Pinchas Zukerman)
- 2002–2009 Direttore principale della Orchestra Sinfonica di Indianapolis (USA)
- 2004–2007 Direttore principale della Schwedischen Nationalorchesters, dell'Orchestra Sinfonica di Göteborg (succedendo a Neeme Järvi)

## Direttore ospite
- Mario Venzago ha diretto molte orchestre illustri e famosi festival, i Berliner Philharmoniker, il Festival di Salisburgo, o il Festival di Lucerna.
- È anche direttore ospite a Birmingham, Copenaghen, Helsinki, Monaco di Baviera (Philharmoniker, Bayerischer Rundfunk, Orchestra da Camera), la Gewandhaus di Lipsia, la NHK di Tokyo, la Royal Scottish National Orchestra, la Berlin Symphony Orchestra.
- Venzago ha realizzato diverse opere durante il lavoro con registi come Ruth Berghaus e Peter Konwitschny.
- Si è esibito con grandi solisti, tra gli altri, con Martha Argerich, Bell, Freire, Josephowicz, Gidon Kremer, Lang-Lang, Levin, Lupu, Maisky, Anne-Sophie Mutter, Nicolet, Ohlson, Pletnev, Shaham, Steuerman, Tetzlaff, Maxim Vengerov, Zehtmair, K.Zimerman oder F.P.Zimmermann und arbeitete mit berühmten Sängern wie Araiza, Banse, Baltsa, Haefliger, Heppner, Kalisch, Naef, Moser, Lucia Popp e Ruth Ziesak.
- Ha fondato in Svizzera l'Officina Filarmonica, un'orchestra sinfonica freelance.
- Venzago ha creato una versione orchestrale di Les noces di Igor Strawinsky, sulla base delle fonti.
- Egli ha anche portato la sua propria versione (primitiva) di „Messa glagolitica“ („Glagolská mše“), una cantata per soli, coro, orchestra e organo (1926) di Leoš Janáček fuori.
- Mario Venzago era già sei volte (1996, 1999, 2000, 2010, 2012) direttore ospite dell'Orchestra Nazionale dei Giovani.
- 2000/01 (Milano): Direttore alla Scala.
- 2000/01 (Londra): Direttore della London Philharmonic Orchestra.
- 2003 (Filadelfia): direttore dell'Orchestra di Filadelfia.
- 2004 (Boston): Direttore della Boston Symphony Orchestra.

## Premi
- Grand Prix du Disque
- Diapason d'Or
- Prix Edison
- 2007: Direttore onorario dell'Orchestra Filarmonica di Heidelberg

## Discografia
- Registrazione completa delle sinfonie di Anton Bruckner, varie orchestre. Etichetta: Cpo
- Registrazione completa delle opere sinfoniche di Robert Schumann, Sinfonieorchester Basel; Etichetta: Novalis
- Luigi Nono: Opere orchestrali; Etichetta: col legno
- Maurice Ravel: Orchestral Works, 2003; Etichetta: Novalis
- Othmar Schoeck: Venere e Penthesilea (Opera)